# مؤسسة سايد أوت
مؤسسة سايد أوت، هي مؤسسة أمريكية خيرية غير ربحية في فيرفاكس بفيرجينيا تختص بسرطان الثدي، تعمل على زيادة الوعي والأموال لعلاج سرطان الثدي الانتقالي، ترعى المؤسسة بشكل رئيسي الأنشطة المتعلقة بكرة الطائرة، وكما هو مذكور على موقعهم، فإن مهمتهم هي توحيد لاعبي ومدربي كرة الطائرة، وجعلهم يعملون نحو هدف مشترك لتعزيز الوعي بسرطان الثدي والتعليم وخدمة المرضى، وتملك المؤسسة فريق إدارة وفريق من العلماء ومستشارين.